# Тимофеев, Николай Дмитриевич (генерал)
Николай Дмитриевич Тимофеев (1799—29 мая 1855) — генерал-майор (30.03.1852) русской императорской армии, герой русско-турецкой войны 1828—1829 годов и обороны Севастополя (смертельно ранен при защите города).

## Биография
Родился в 1799 г.; по окончании образования в Первом кадетском корпусе выпущен в 1816 г. в 16-ю артиллерийскую бригаду. Через несколько лет перевёлся в 19-ю артиллерийскую бригаду, с которой принял участие в русско-турецкой войне 1828—1829 гг. Отличился в нескольких делах: при взятии Браилова, при Чифлике 17 июля 1828 г. в отряде генерал-лейтенанта Ф. В. Ридигера (произведён за отличие в штабс-капитаны), при блокаде Шумлы, в сражении при Кулевче, в делах при Айдосе, Сливно, Адрианополе.
В 1830 г. был произведён в капитаны и в следующем году назначен командиром лёгкой № 3 роты 18-й артиллерийской бригады, с которой участвовал в усмирении Польского восстания 1831 г. Отличился при блокаде крепости Замостья. 18-я бригада затем была последовательно переименована в 14-ю и 15-ю, и Тимофеев продолжал служить в ней до 1845 г., когда в чине полковника был назначен командиром 17-й артиллерийской бригады. Этой бригадой он командовал и в чине генерал-майора (произведён в 1852 г.). 3 декабря 1839 г. за беспорочную выслугу 25 лет в офицерских чинах он был награждён орденом Святого Георгия 4-й степени (№ 6021 по списку Григоровича — Степанова). В 1854 г. получил в командование 1-ю бригаду 14-й пехотной дивизии.
Оборона Севастополя дала возможность Тимофееву отличиться ещё раз: 24 октября 1854 г. он, во главе Минского пехотного полка и 4 орудий, произвёл вылазку с 6-го бастиона на левый фланг неприятельской линии. Противник стянул к этому пункту 3 французских дивизии и турецкие резервы, но Тимофеев начал наступление и навёл неприятеля под перекрёстный огонь крепостных батарей, которые нанесли ему значительный урон. За это Тимофеев был награждён орденом Святого Станислава 1-й степени. 27 января 1855 г. Тимофеев был удостоен ордена Святого Георгия 3-й степени (№ 488)
В воздаяние отличнаго мужества и примерной храбрости, оказанных во все время командования первою оборонительною дистанциею Севастополя, заключавшей в себе, между прочим, 5 и 6 бастионы
26 мая 1855 г. Тимофеев, командуя пятым отделением оборонительной линии, повёл вверенные ему войска на штурм занятой французами Забалканской батареи. В ходе штурма этой батареи он был ранен пулей в голову и через три дня скончался.
Похоронен на Братском кладбище в Севастополе. Могила объект культурного наследия народов России регионального значения  Объект культурного наследия народов РФ регионального значения. Рег. № 921711298560005 (ЕГРОКН)

## Награды
- Орден Святого Владимира 4-й степени с бантом (21.08.1828)
- Орден Святого Станислава 2-й степени (20.11.1837)
- Знак отличия за военное достоинство 4-й степени (1838)
- Орден Святого Георгия 4-й степени (03.12.1839)
- Императорская корона к ордену Святого Станислава 2-й степени (11.01.1841)
- Орден Святой Анны 2-й степени (21.10.1847)
- Императорская корона к ордену Святой Анны 2-й степени (10.04.1849)
- Орден Святого Владимира 3-й степени (19.09.1851)
- Орден Святого Станислава 1-й степени (1854)
- Орден Святого Георгия 3-й степени (27.01.1855)